# Kunîce, Krîjopil
Kunîce (în ucraineană Куниче) este o comună în raionul Krîjopil, regiunea Vinnița, Ucraina, formată numai din satul de reședință.

## Demografie
Componența lingvistică a satului Kunîce
     Ucraineană (99,59%)
     Alte limbi (0,41%)
Conform recensământului din 2001, majoritatea populației satului Kunîce era vorbitoare de ucraineană (99,59%), existând în minoritate și vorbitori de alte limbi.